# (9193) Geoffreycopland
(9193) Geoffreycopland (1992 ED1) – planetoida z pasa głównego asteroid okrążająca Słońce w ciągu 4,21 lat w średniej odległości 2,61 j.a. Odkryta 10 marca 1992 roku.